# University Heights Bridge
Le pont University Heights est un pont tournant en treillis d'acier situé sur la rivière Harlem à New York, reliant les arrondissements de Manhattan et du Bronx. Il a été construit en 1908. Le pont est exploité et entretenu par le ministère des Transports de New York. 

## Description et histoire
Le pont a trois piliers en maçonnerie et les travées d'approche sont en acier. Le trottoir comporte quatre abris avec des piliers en fonte, tandis que le pont lui-même a un profil "gracieux" avec des garde-corps en fer "orné" et deux pavillons en pierre  . 
Le 11 septembre 1984, le pont a été désigné monument de la ville de New York par la Commission de préservation des monuments . 
Un nouveau pont plus large a été construit entre 1989 et 1992 pour remplacer la structure précédente en décomposition  . Le nouveau pont a utilisé une partie du réseau du pont d'origine.  
Le 12 juin 2008, la Commission du centenaire du pont de New York a organisé un défilé pour marquer le centenaire du pont. L'événement a été suivi par le président du Borough du Bronx et le président du Borough de Manhattan ,. 

## Dans la culture populaire
University Heights Bridge apparaît dans le générique d'ouverture de Marvel's Luke Cage (série télévisée). 

## Galerie

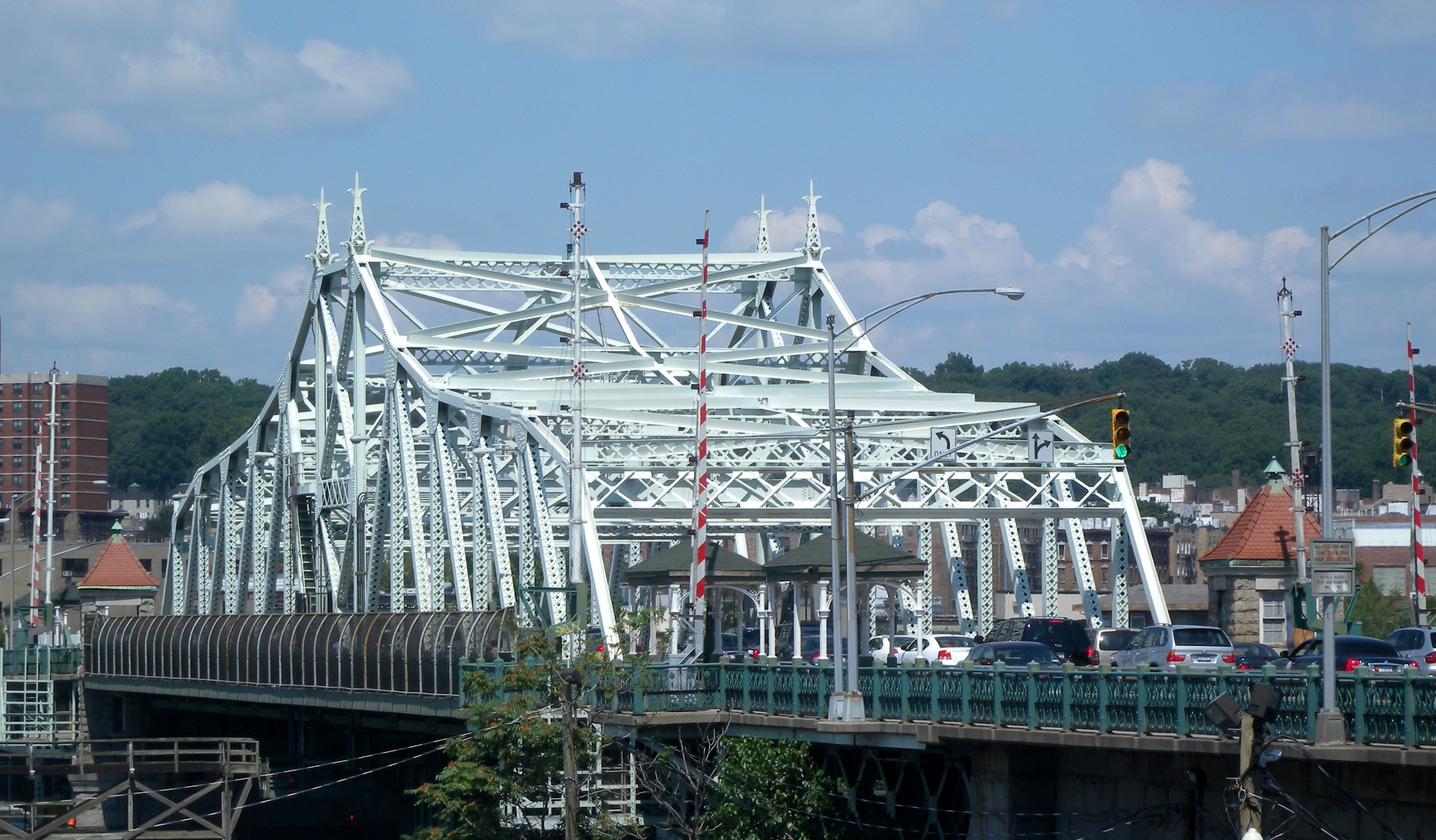
Vue depuis l'est
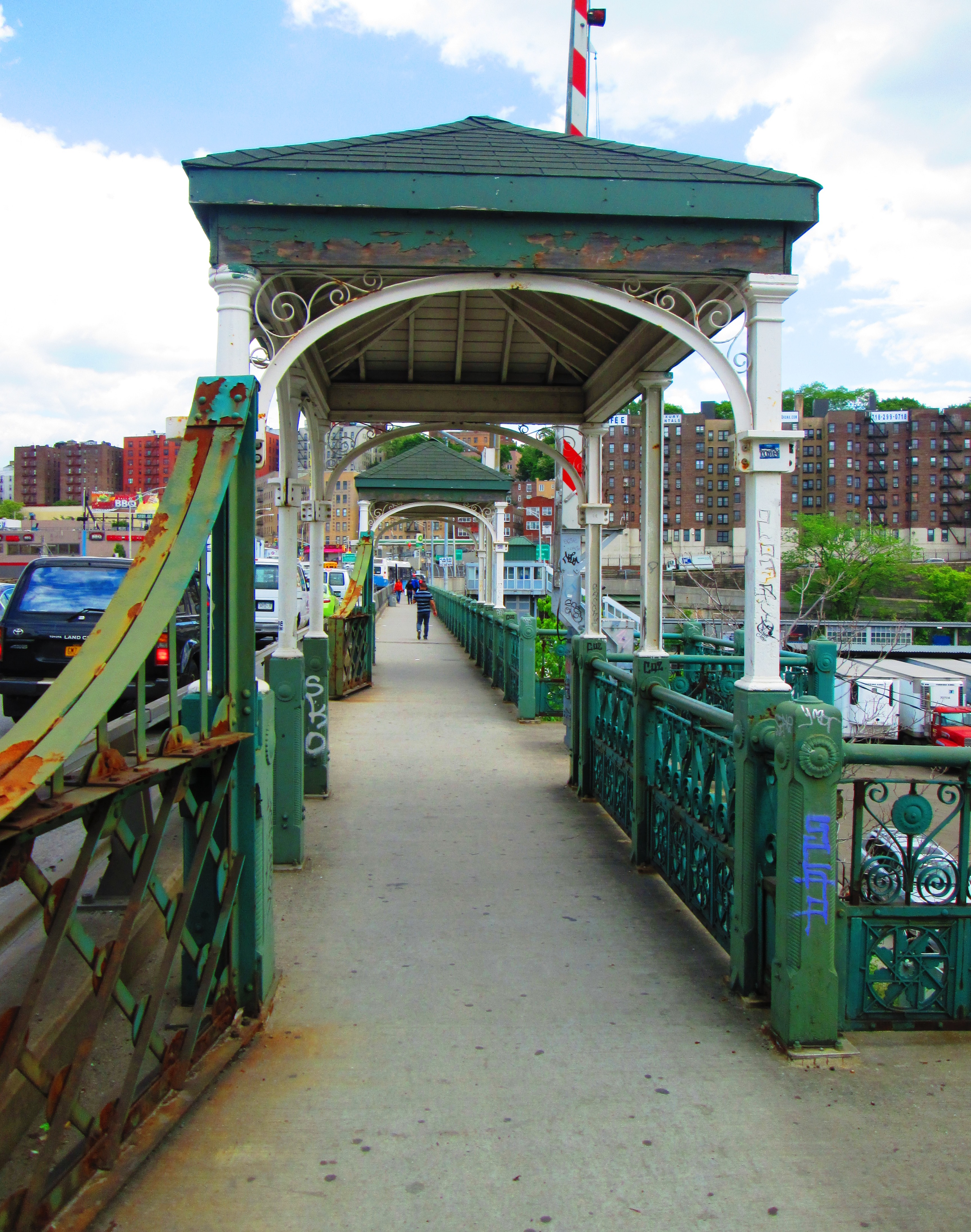
Abris de trottoir
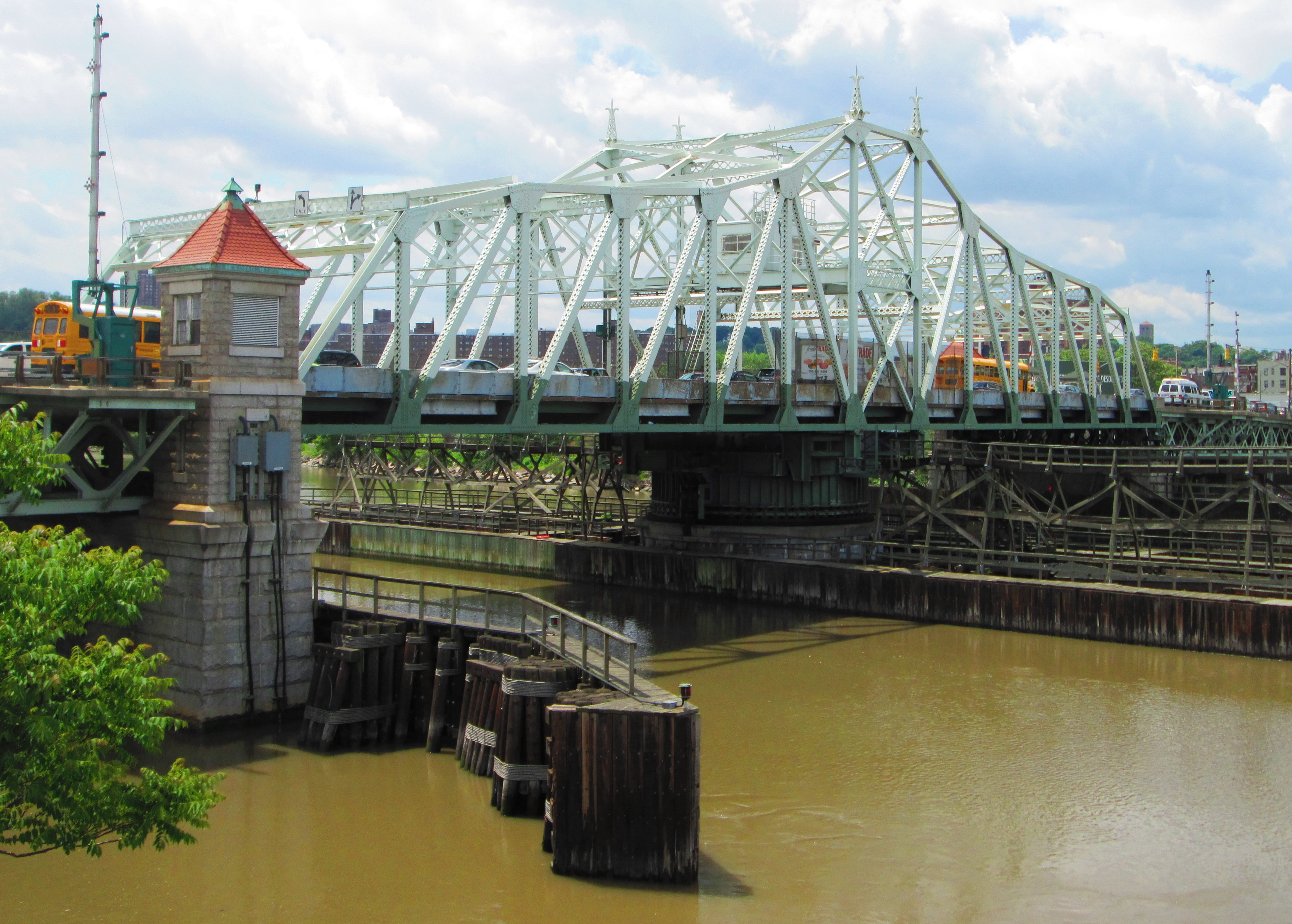
Vue depuis le nord